# Thelypodiopsis juniperorum
Thelypodiopsis juniperorum är en korsblommig växtart som först beskrevs av Edwin Blake Payson, och fick sitt nu gällande namn av Per Axel Rydberg. Thelypodiopsis juniperorum ingår i släktet Thelypodiopsis och familjen korsblommiga växter. Inga underarter finns listade i Catalogue of Life.